# Guggenbühl (Naturschutzgebiet)
Der Guggenbühl ist ein mit Verordnung vom 14. Mai 1998 durch das Regierungspräsidium Tübingen ausgewiesenes Naturschutzgebiet auf dem Gebiet der Gemeinde Emeringen im Alb-Donau-Kreis.

## Lage und Beschreibung
Das 10 Hektar große Naturschutzgebiet Guggenbühl liegt etwa 1,5 km Meter nördlich von Emeringen und einen Kilometer südöstlich von Oberwilzingen unmittelbar an der Kreisgrenze zum Landkreis Reutlingen. Es gehört zum Naturraum Mittlere Flächenalb. Das Naturschutzgebiet liegt eingebettet in das Landschaftsschutzgebiet Emeringen.
Es umfasst im Wesentlichen eine an einem südost-exponierten Hang gelegene Wacholderheide. Im Norden des Gebiets liegt ein Waldbestand im Schutzgebiet. Im Osten befindet sich nur ca. 25 Meter vom größeren Teilgebiet entfernt ein zweites, kleineres Teilgebiet, das einen Magerrasen mit einigen Gehölzen umfasst.

## Schutzzweck
Schutzzweck ist laut Schutzgebietsverordnung 
- „die durch morphologische, geologische und klimatische Besonderheiten geprägte Wacholderheide zu erhalten, deren wertvolle Magerrasen, Hecken‑ und Feldgehölzlebensgemeinschaften den Lebensraum einer gefährdeten Flora und deren Fauna und besonders der Insektenwelt der trockenwarmen Heide sowie der Hecken‑ und Gebüschbrüter sichert;
- die Wacholderheide vor Nutzungsintensivierungen zu schützen und naturschutzkonforme Nutzungsveränderungen zu steuern;
- die landschaftsprägende Eigenart der Wacholderheide zusammen mit den benachbarten Heckenterrassen, die als Zeugnis der früheren Wirtschaftsweise von hohem landeskulturellen Wert sind, zu bewahren und
- den Lebensraum vom Aussterben bedrohter Tierarten nachhaltig zu schützen.“[1]